# Tom Schnell
Tom Schnell (Luxemburg, 8 oktober 1985) is een Luxemburgse voetballer die speelt als verdediger.

## Clubcarrière
Hij speelt sinds 2020 voor Swift Hesperingen. Daarvoor speelde hij onder meer voor Union Luxembourg, Eintracht Trier, Racing FC Union Luxemburg en F91 Dudelange.

## Interlandcarrière
Schnell heeft tot dusver 46 interlands (nul doelpunten) gespeeld voor het Luxemburgs voetbalelftal. Hij maakte zijn debuut in het WK-kwalificatieduel tegen Rusland (0–4) op 9 oktober 2004.
1 Joubert ·
2 Stumpf ·
3 Ewert ·
4 Cools ·
5 Schnell ·
6 Gonzales ·
7 Agović ·
8 Pokar · 
9 Sinani · 
10 Stolz · 
11 Barbosa · 
12 Conti · 
13 Natami ·
15 Delgado ·
16 Lesquoy ·
17 Djetou ·
18 Pomponi ·
19 Bouchentouf ·
20 Garos ·
21 Leveque ·
22 Bernier ·
23 Klapp ·
24 Kirch ·
26 Lavie ·
27 Bettaieb ·
28 Morren ·
30 Kips ·
31 Moutha-Sebtaoui ·
33 Frising ·
34 Bouchouari ·
39 Muratovic ·
44 Skenderović ·
45 Dramé ·
77 Bougrine ·
80 Couto Pinto ·
94 Ouamri ·
98 Mendy ·
Luisi ·
Coach: Crasson